# Jaak Peeters
Jaak Peeters (Geel, 6 oktober 1946) is een Vlaams-nationalistisch publicist en activist.
Peeters studeerde aan het Sint Aloysiuscollege in zijn geboortestad Geel. Hij werd licentiaat in de psychologie aan de Katholieke Universiteit Leuven in 1968. Hij studeerde later ook nog sociaal recht en bestuurswetenschappen.
Peeters was gedurende acht jaar nationaal secretaris van het toenmalige Vlaams Blok, maar verliet die partij omdat ze naar zijn oordeel haar Vlaamse nationale taak achteruit stelde ten voordele van gemakkelijk electoraal gewin, onder meer door het inspelen op de anti-vreemdelingengevoelens. Daartoe schreef hij in 1988 het kritische 'Adres aan de voorzitter' (Karel Dillen), samen met onder anderen Geert Wouters, Eric De Lobel, Gui van Gorp, Jan Arnou, Bart Laeremans en Jan Laeremans. Wouters, Arnou en Peeters richtten vervolgens het Nationalistisch Verbond - Nederlandse Volksbeweging op. Deze groot-Nederlandse, conservatieve nationalistische groepering diende in 1991 kieslijsten in in het arrondissement Gent voor de Kamerverkiezingen.
Peeters werd later lid van de Volksunie en sloot zich aan bij de groep Vlaamsnationaal van Geert Bourgeois, die zichzelf vanaf 2001 omdoopte tot N-VA. Hij is sindsdien lid van de partijraad van die partij en bekleedde verschillende bestuursfuncties. Vanaf 2004 is hij arrondissementeel voorzitter voor het arrondissement Turnhout van N-VA. Hij was ook voorzitter van de inburgeringscommissie van de N-VA en hield de pen vast van enkele regionale nota's.
Peeters schreef verschillende boeken:
- De Cultuur van het simplisme (Facet, 1991)
- Waarde Landgenoten (Icarus, 1997)
- Van Vlaams nationalisme naar Vlaams patriottisme (VDC, 2003)
- De gekwetste mens (Damon, 2006)
- De worsteling met de moderniteit. Pleidooi voor een esthetische levensbeschouwing (Pelckmans, 2009)
- Vlamingen zijn fatsoenlijke mensen ( Pelckmans, 2014)

Daarnaast schreef hij diverse bijdragen in boeken, kranten en tijdschriften en vult hij de elektronische nieuwsbrief 'Doorstroming'.